# مايك كلارك (عازف جاز)
مايك كلارك (بالإنجليزية: Mike Clark)‏ هو عازف جاز أمريكي، ولد في 3 أكتوبر 1946 في ساكرامنتو في الولايات المتحدة.

## وصلات خارجية
- مايك كلارك على موقع ميوزك برينز (الإنجليزية)
- مايك كلارك على موقع أول ميوزيك (الإنجليزية)
- مايك كلارك على موقع ديسكوغز (الإنجليزية)